# Wurzenpass
El paso fronterizo conocido como Wurzenpass (nombre alemán, en esloveno Korensko Sedlo) es un puerto de montaña sobre la cordillera Karavanke entre Carintia en Austria y Eslovenia en la ruta Liubliana - Jesenice - Kranjska Gora - Villach.
Con una altura de 1073 metros es uno de los pasos eslovenos con menor altura. Hasta la apertura a principio de los años 90 del túnel de Karavanke que une por autopista ambos países, este paso fronterizo de numerosas curvas y pendientes de hasta el 18% (con vías de emergencia), era uno de los principales pasos fronterizos hacia Eslovenia. Tras la apertura del túnel (de peaje), su interés es meramente turístico.